# Одеський цирк

Логотип Одеського цирку

Одеський цирк називають «залізним», оскільки каркас його зроблений з металу німецького виробництва, склад якого невідомий, але він не іржавіє і не піддається зварці. Незвичність Одеського цирку полягає в тому, що відстань від манежу до куполу становить 22 метри, тоді як стандарт — 18 метрів. Одеський цирк найстаріший у світі. Тому що стаціонарних цирків ніде, окрім Росії і Китаю, не будували. У західних країнах «обходилися» пересувними шапіто.

## Історія створення
Будівництво цирку в Одесі було задумане якимсь Шуманом.
Краєзнавці висувають дві версії його виникнення. Одна свідчить, що цирк належав антрепренерові і дресирувальникові Соломонському, який мав власну стайню і, крім всього іншого, володів цирками: Ризьким та Московським на Кольоровому бульварі (вони були побудовані за одним проектом і відрізнялися один від одного лише кількістю місць в партері). Прихильники іншої версії стверджують, що господарем цирку був підприємець Санценбахєр, що вкладав гроші в пиво, верстати та морську справу.
Після того, як був розібраний цирк Альберта Саламонського, восени 1889 року крупний одеський підприємець, господар пивного заводу, купець другої гільдії Вільгельм Іванович Санценбахєр вирішив збудувати нове стаціонарне приміщення.
Будівля будувалася за проектом інженера А. Гольфанда із залізних конструкцій, спроектованих і виготовлених в Німеччині. Відкритий був «залізний цирк», або «Цирк-вар'єте», тільки в 1894 р., в рік сторіччя Одеси. Будівля виросла між вулицями Коблевською та Садовою. Величезна, кам'яна, дванадцятикутної форми, з великим подвійним залізним куполом, для кращої вентиляції, з хвилястого заліза. Усередині була своя природна вентиляція — влітку прохолодно, а взимку тепло. Партер напівкруглий, з п'яти лав (365 місць). Конструкції, на яких влаштовані партер, ложі, перші і другі місця, галереї — залізні. У партері — гнуті стільці з сидіннями, що піднімаються при вставанні, в других місцях — красиві лави з такими ж сидіннями. За кріслами 40 лож, за ними 480 перших місць, потім 346 других місць, а вище — галерея на 1000 глядачів, без сидінь. Освітлювався цирк електрикою з міської станції. З правого боку головного входу — двоповерхова будівля, де на нижньому поверсі зал для репетицій балету, гімнастів, передягальні для артистів і наїзників.
Відкриття цирку відбулося 25 січня 1894 року гастролями широко розрекламованої циркової трупи братів Ферроні, що розчарували перших глядачів. Пізніше на сцені цирку виступали знаменитості, такі як Анатолій і Володимир Дурови, брати Никітіни, клоун Жакоміно, дресирувальник коней Володимир Труцци і багато інших. У цирку успішно виступали і перемагали знамениті борці Іван Поддубний і Іван Заїкин, який був також і першим повітроплавцем в Росії. Пристрасними поклонниками цирку були А. Чехов і О. Купрін. У 1901 році відбулося знайомство Чехова з Володимиром Дуровим. Стверджують, що не без впливу знаменитого дресирувальника з'явилася на світло чеховськая «Каштанка».
Після смерті В. І. Санценбахєра, в 1894 році — в рік відкриття цирку — власниками залишилася родина Санценбахєр, його брати, які мало приділяли уваги цирку через свою зайнятість. Цирк згасав. Стали мінятися власники. І тоді цирковий адміністратор Моріц вирішив узяти на себе керівництво цирком. З 1908 року на чолі Одеського цирку стояв жандармський полковник С. А. Мальовіч, який сам тримав антрепризу і запрошував на гастролі найкращі циркові трупи. Влітку будівля цирку використовувалася під кінотеатр «Палас-Театр». У цирку проводилися чемпіонати по боротьбі за участю найкращих борців Росії і зарубіжних країн. У 1912 році проходив чемпіонат Одеси по боротьбі за участю сильних борців всього світу.
Після подій 1917 року будівля Одеського цирку перейшла у власність міської ради. У 1925 році Одеський цирк отримав статус державного.

## Вислови відомих людей про цирк
Відомий одеський письменник Юрій Олеша описав в своїй книзі «Ни дня — без строчки»(рос.) внутрішнє убрання цирку В. Санценбахера:
|  | Плюшевый рай... рай мрамора, ступеней, золота, матовых ламп, арок, коридорчиков, эха, хохота, блестящих глаз, запаха духов, стука каблуков. |